# Садовое (Яшалтинский район)
Садовое (нем. Neufeld) — исчезнувшее  село в Яшалтинском районе Калмыкии. Село располагалось в 3 км к северу от села Эсто-Алтай.

## История
Основано в 1926 году как хутор Нейфельд немецкими переселенцами из села Нем-Хагинка. По состоянию на 1936 год население хутора составляло 35 человек. Административно хутор входил в состав Западного, с 1938 года Яшалтинского района Калмыцкой АССР
В 1941 году немецкое население было депортировано. По состоянию на 20 октября 1941 года в селе Нейфельд было учтено 275 немцев. В 1944 году в связи с ликвидацией Калмыцкой АССР населённый пункт включён в состав Степновского района Ростовской области. В августе 1949 года село Нейфельд Сладковского сельсовета переименовано в село Садовое
В январе 1957 года возвращено в состав вновь образованной Калмыцкой АО. Дата упразднения не установлена.

## Население
Динамика численности населения
| 1936 | 1941 |
| ---- | ---- |
| 35   | ≥275 |